# Письменность лису
Письменность лису — письменность языка лису. За время своего существования несколько раз меняла свою графическую основу. В настоящее время для записи лису используется в основном алфавит Фрейзера, но также остаётся в ходу и латинский алфавит. Исторически письменность лису пользовалась также письмом Полларда и особым слоговым письмом.
- письмо Полларда — с 1910 по начало 1950-х
- алфавит Фрейзера — с 1915 по настоящее время
- слоговое письмо — с 1920-х по 1940-е
- латиница — с 1957 по настоящее время

## Письмо Полларда
Первой письменностью для лису стало письмо Полларда. Строго говоря, оно использовалось только для языка липо, который иногда называют восточным диалектом лису, но чаще считают отдельным языком. Эта абугида была изобретена английским миссионером-методистом Сэмом Поллардом для языка мяо в 1904 году и в дальнейшем совершенствовалась. В 1910 году это письмо было приспособлено для языка липо, а в 1912 на нём была напечатана первая книга. Эта письменность было в употреблении у липо до 1950-х годов.
Для согласных звуков в письме Полларда использовались знаки, основанные на видоизменённых латинских буквах, а для гласных — маленькие значки, стоящие позади знаков для согласных. Тона обозначались горизонтальным штрихом после основной буквы.

## Алфавит Фрейзера
Первой системой письма для собственно языка лису стал алфавит Фрейзера, изобретённый шотландским миссионером Джеймсом Фрейзером, а также его американским и бирманским коллегами. Первая книга на этом письме была напечатана в Бирме в 1915 году. Несколько лет спустя этот алфавит был модернизирован и принял окончательный вид (первая публикация на новом варианте алфавита состоялась в 1921 году). На алфавите Фрейзера печатались религиозные и учебные книги, газеты, журналы и другая литература. В 1950-х — 1970-х годах в КНР письмо Фрейзера было в значительной мере вытеснено латинским алфавитом, но позднее возрождено вновь. В настоящее время он является основным видом письма для лису в Китае и Мьянме, единственным письмом для лису Индии, а также имеет распространение у лису Таиланда.
В основе алфавита лежат заглавные буквы латинского алфавита. Также используются знаки, представляющие собой перевёрнутые сверху вниз или слева направо заглавные латинские буквы. Тона обозначаются европейскими пунктуационными знаками: . — высокий ровный, , — средний восходящий, ., — средний ровный, ; — средний нисходящий, : — низкий нисходящий, .. — средне-высокий ровный.

## Слоговое письмо
В 1925 году местный жрец Ван Жэньпо из уезда Вэйси провинции Юньнань изобрёл оригинальное слоговое письмо для языка лису. В нём использовались китайские иероглифы, но часто не в том фонетическом и семантическом значении, что в китайском языке. Кроме них использовалось большое количество специально изобретённых символов. Всего насчитывалось 1030 знаков. Часто один и тот же символ обозначала разные, лишь немного схожие по звучанию, слоги. Это письмо не получило широкого распространения и вскоре вышло из употребления, хотя некоторые написанные на нём тексты сохранились.

## Смешанный алфавит
В начале 1950-х годов в КНР начался процесс перевода письменностей национальных меньшинств на латинский алфавит. В марте 1957 года при содействии учёных из СССР был составлен латинизированный алфавит и для лису. Помимо стандартных латинских букв он включал несколько букв кириллицы. Алфавит имел следующий вид:A a, B b, Ƃ ƃ, C c, D d, Д д, Е е, Э э, F f, G g, Г г, H h, I i, J j, K k, L l, M m, N n, Ŋ ŋ, O o, P p, Q q, R r, S s, З з, T t, U u, Ч ч, Ш ш, Ы ы, X х, Y y, Z z, Z̕ z̕, Л л, Я я, Ф ф, Ь ь, Ц ц.

## Латинский алфавит
В начале 1958 года правительство КНР отказалось от смешанного алфавита и ввело для лису стандартный латинский алфавит на основе пиньиня. В его первой версии заимствования из китайского языка должны были записываться точно так же, как в китайском языке, но к концу того же года их решили записывать в варианте, приближенной к орфографии лису. Этот алфавит в Китае получил название «новый лису», в противовес «старому лису» — алфавиту Фрейзера. С конца 1950-х годов этот алфавит стал основным для сферы образования, книгоиздания и СМИ у лису Китая, хотя в конце 1960-х — начале 1970-х он был выведен из употребления и китайские лису стали на время фактически бесписьменными. В начале 1980-х годов по решению правительств Нуцзян-Лисуского автономного округа и Вэйси-Лисуского автономного уезда произошёл возврат китайских лису к алфавиту Фрейзера. Однако по состоянию на начало 2000-х годов латинизированный алфавит лису все ещё имел широкое распространение.
Латинизированный алфавит лису состоит из 26 букв стандартного латинского алфавита, имеющих следующее фонетическое значение:
Инициали:
| Буква | МФА  | Буква | МФА   | Буква | МФА      |
| ----- | ---- | ----- | ----- | ----- | -------- |
| b     | [p]  | z     | [ts]  | zh    | [tʃ]     |
| p     | [ph] | c     | [tsh] | ch    | [tʃh]    |
| bb    | [b]  | zz    | [dz]  | rr    | [dʒ]     |
| f     | [f]  | s     | [s]   | sh    | [ʃ]      |
| m     | [m]  | ss    | [z]   | r     | [ʒ]      |
| w     | [w]  | l     | [l]   | g     | [k]      |
| v     | [v]  | j     | [tɕ]  | k     | [kh]     |
| d     | [t]  | q     | [tɕh] | gg    | [g]      |
| t     | [th] | jj    | [dʑ]  | ng    | [ŋ]      |
| dd    | [d]  | x     | [ɕ]   | h     | [x], [h] |
| n     | [n]  | y     | [ʑ]   | e     | [ɤ], [ɯ] |

Финали:
| Буква | МФА      | Буква | МФА        | Буква | МФА      | Буква | МФА |
| ----- | -------- | ----- | ---------- | ----- | -------- | ----- | --- |
| i     | [i], [e] | o     | [ɯ]        | ui    | [uɛ]     | an    | [ȍ] |
| ei    | [ɛ]      | e     |            | uai   | [uɑ]     | on    | [ȕ] |
| ai    | [a]      | iai   | [iɛ], [ia] | ua    |          | un    | [ɯ̏] |
| a     | [u]      | ia    | [iɔ]       | in    | [ȉ], [ȅ] | en    |     |
| u     | [ɔ]      | iao   | [io]       | ein   | [ɛ̏]      |       |     |
| ao    | [o]      | io    | [ui]       | ain   | [ȁ]      |       |     |

Тона обозначаются буквами l — высокий ровный, q — средний восходящий, x — средний ровный, r — средний нисходящий, t — низкий нисходящий. Средне-высокий ровный тон на письме не обозначается.

## Тайское письмо
В 1970-е годы миссионер Зарубежного миссионерского братства Эдвард Хоуп разработал для лису Таиланда алфавит на основе тайского письма. При этом он руководствовался политикой тайских властей, считавших, что письменности национальных меньшинств этой страны должны базироваться на тайском письме. Однако этот алфавит не получил никакого распространения.
Тайское письмо для лису:
| ก   | ข    | ค    | ฆ   | ง   | จ         | ฉ         | ช         | ซ   | ฌ       | ญ   | ฎ   | ด   | ดส   | ดซ   | ต   | ตส   | ตซ   | ถ    | ท    | ทส    | ทซ    | น   | บ   | ป   | ผ    | ฝ   | พ    | ฟ   | ม   | ย       | ฦ   | ล   | ว      | ส   | ห   | อ   | ฮ   |
| /k/ | /kh/ | /kh/ | /x/ | /ŋ/ | /ty/, /c/ | /thy, ch/ | /thy, ch/ | /s/ | /dy, j/ | /z/ | /g/ | /d/ | /dz/ | /dz/ | /t/ | /ts/ | /ts/ | /th/ | /th/ | /tsh/ | /tsh/ | /n/ | /b/ | /p/ | /ph/ | /f/ | /ph/ | /f/ | /m/ | /y, zy/ | /ǥ/ | /l/ | /v, w/ | /s/ | /h/ | /ʔ/ | /h/ |

| ะ   | า   | ิ    | ี    | ึ    | ื    | ุ    | ู    | เ-ะ | เ   | แ-ะ | แ   | เ-าะ | อ   | เ-อะ | เ-อ |
| /a̟/ | /a/ | /i̟/ | /i/ | /ɨ̟/ | /ɨ/ | /u̟/ | /u/ | /e̟/ | /e/ | /æ̟/ | /æ/ | /ɔ̟/  | /ɔ/ | /e̟/  | /ə/ |

Тона обозначаются надбуквенными знаками ่, ๋, ๊.

## Таблица соответствия алфавитов
Составлено по: